# Сантовка
Сантовка (слч. Santovka) насељено је мјесто са административним статусом сеоске општине (слч. obec) у округу Љевице, у Њитранском крају, Словачка Република.

## Становништво
| Година:    | 1994. | 2004.   | 2014.    | 2024.   |
| ---------- | ----- | ------- | -------- | ------- |
| Број људи: | 904   | 837     | 699      | 655     |
| Разлика:   |       | -7,41 % | -16,48 % | -6,29 % |

| Година:    | 2023. | 2024.   |
| ---------- | ----- | ------- |
| Број људи: | 651   | 655     |
| Разлика:   |       | +0,61 % |

Према подацима о броју становника из 2011. године насеље је имало 768 становника.